# Exerzitien auf der Straße
Als Exerzitien auf der Straße oder Straßenexerzitien werden geistliche Übungen in der Tradition der ignatianischen Exerzitien bezeichnet, die nicht in einem Tagungshaus, in einem Kloster oder Exerzitienhaus stattfinden. Die Übenden gehen vielmehr dazu in den öffentlichen Raum, oft in soziale Brennpunkte, um „am anderen, ungewöhnlichen und ungewohnten Ort Gott zu suchen“. Auf diese Weise soll und kann die Begegnung mit jedem Nächsten als dem Ebenbild Gottes gefördert werden. Die Straßenexerzitien-Bewegung geht auf den Jesuiten Christian Herwartz (1943–2022) zurück, der Ende der 1990er-Jahre erstmals Exerzitien auf der Straße durchführte. Die Bewegung ist als Netzwerk organisiert und nicht institutionalisiert oder kirchlich bezuschusst. Die Exerzitien dauern in der Regel 10 Tage. Es gibt Angebote für spezielle Gruppen sowie interreligiöse Angebote mit Buddhisten und Muslimen.

## Geschichte
Basis für die Entstehung der Straßenexerzitien war eine offene Wohngemeinschaft in der ehemaligen Jesuiten-Statio in Berlin-Kreuzberg, die Menschen mit sozialen und religiösen Fragen Hilfestellung anbot. Christian Herwartz, der zur Gruppe der Arbeitergeschwister gehört und von 1975 bis 2000 als Industriearbeiter tätig war, lebte als letzter Jesuit bis 2016 in dieser Wohngemeinschaft, die gegenwärtig (April 2023) noch immer existiert. Diese Statio war von der Norddeutschen Provinz der Jesuiten als ein spirituelles Experiment für die Begegnung mit der Unterschicht der Gesellschaft in direkter Nähe der damaligen Berliner Mauer gegründet worden und erschien damit für diese speziellere Form ignatianischer Spiritualität prädestiniert.

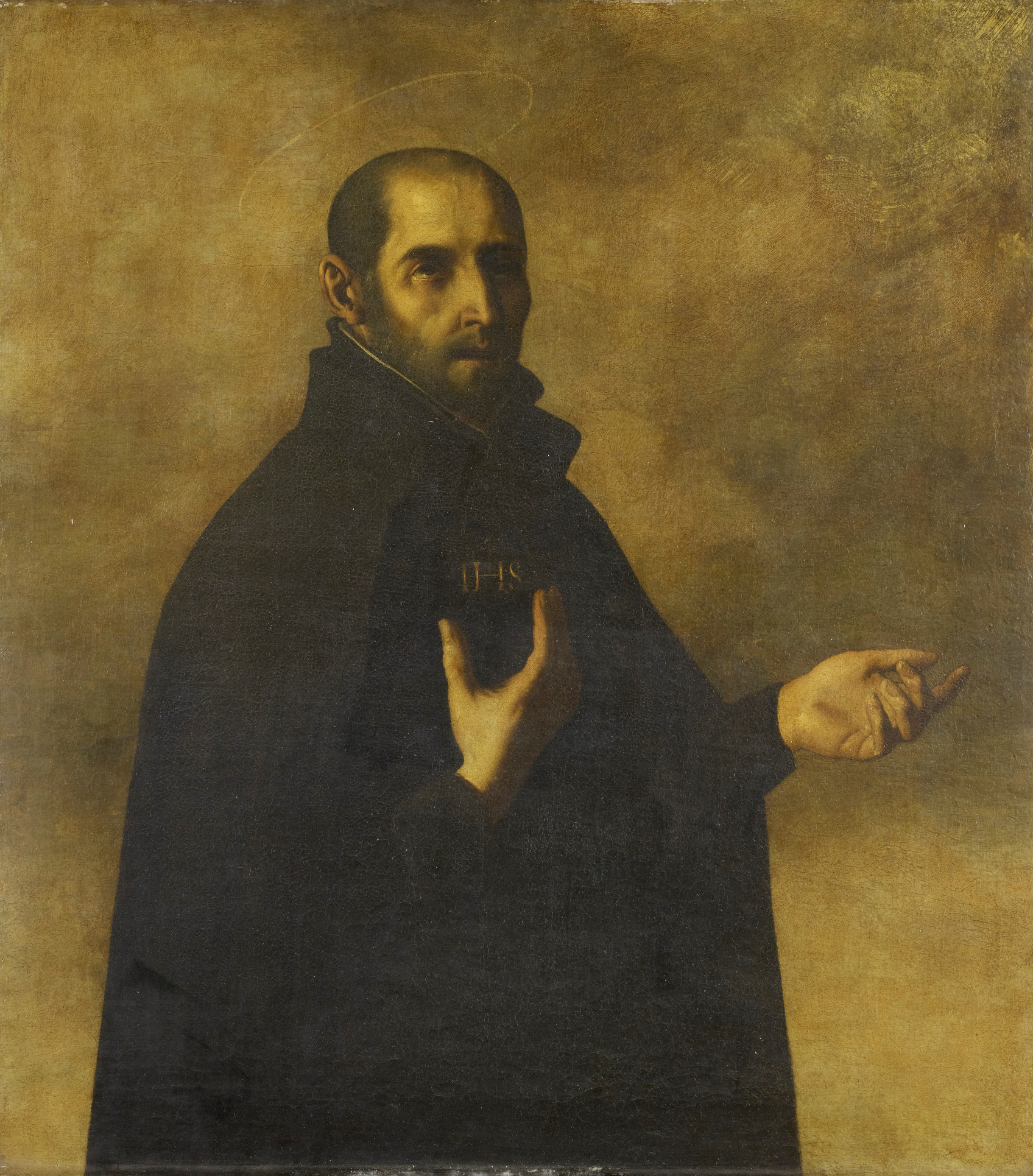
Francisco Zurbaran (1598–1664): Ignatius von Loyola (* 1491 auf Schloss Loyola bei Azpeitia, Königreich Kastilien; † 31. Juli 1556 in Rom).

Mitte der 1990er Jahre klopften einige interessierte Menschen in dieser Wohngemeinschaft an, um dort ihre jährlichen Geistlichen Übungen nach Ignatius von Loyola durchzuführen. Trotz der Bedenken wegen des fehlenden Stilleraumes und der häufigen Turbulenzen in der Wohngemeinschaft ging Christian Herwartz aus seinem Prinzip der Offenen Tür und der Gastfreundschaft auf diese Anfragen ein. Er konnte sich aber nicht vorstellen, dass unter den Bedingungen dieser experimentellen Jesuiten-Statio jemand Aufmerksamkeit üben und innerlich hörend werden konnte. Aber die abendlichen Gespräche zeigten ihm, dass es möglich war, Exerzitien auch in der Naunynstraße zu praktizieren. Wie jemand dort in eine innere Stille kommen konnte, blieb ihm unerklärlich. Diese Erfahrung wurde allerdings sein wesentlicher Impuls und Eckstein der weiteren Entwicklung zu den Exerzitien an sozialen Brennpunkten, den späteren Exerzitien auf der Straße.

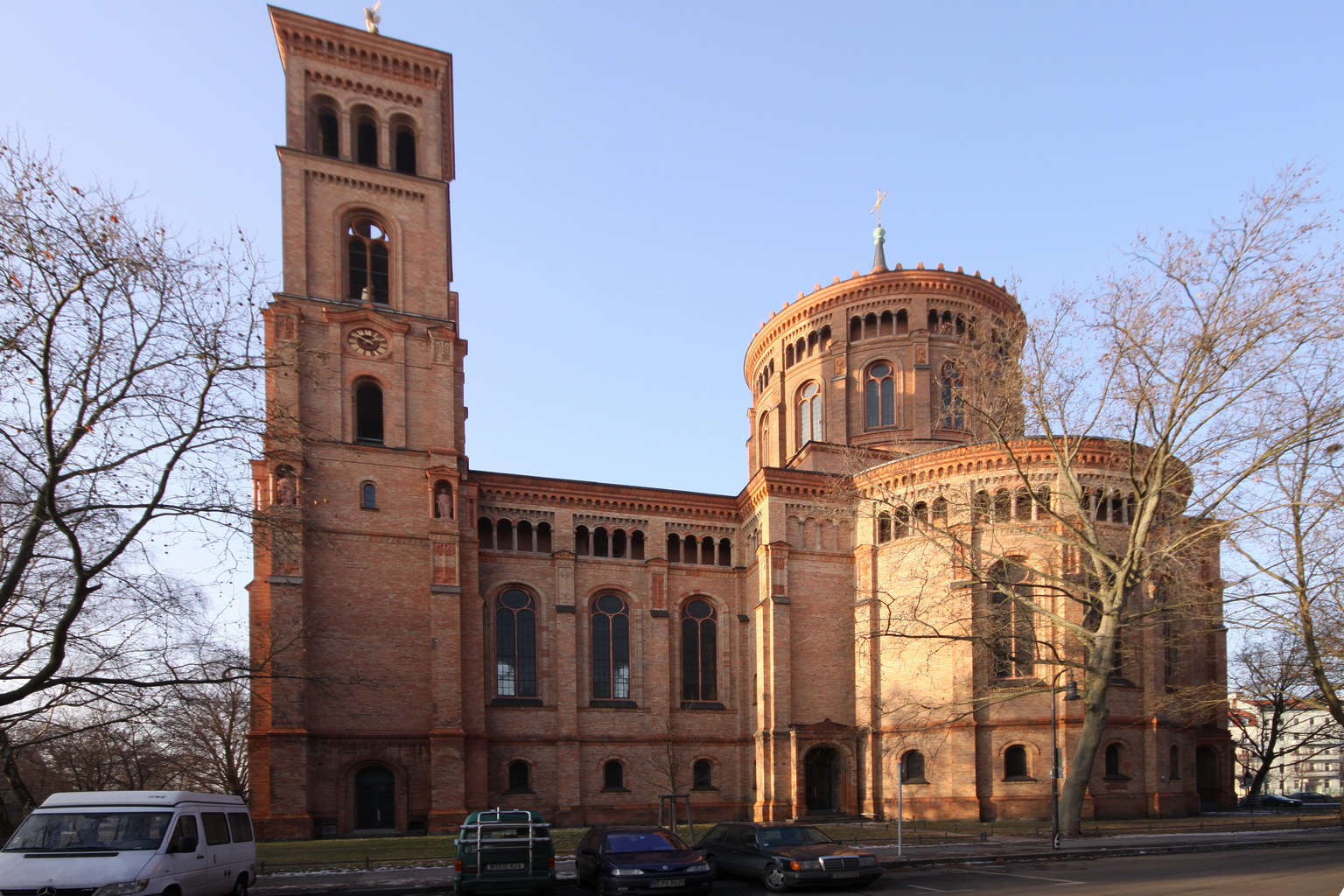
Thomaskirche in Kreuzberg, eine der größten Kirchen Berlins: Die kleine Tür am rechten Rand führt zu den Räumen der caritativen Arbeit.

Im Herbst 1997 kam der externe Exerzitienbegleiter Alex Lefrank SJ zu Christian Herwartz mit dem Anliegen, Exerzitien in der Kommunität Naunynstraße zu machen. Alex Lefrank (Jahrgang 1932) hatte bereits viele Exerzitienbegleiter ausgebildet und seit 1972 zahlreiche Fachartikel zu dem Thema Exerzitien geschrieben. Allerdings war er mit seinen Bemühungen der Verbesserung der Verzahnung von Glauben und Gerechtigkeit im Jesuitenorden unzufrieden und fühlte sich gescheitert. Daraufhin willigte Christian Herwartz ein.
Als ein drittes Anliegen wollte Alex Lefrank einen Exerzitienkurs auf den Straßen des Berliner Stadtteils Kreuzberg anzubieten. Christian Herwartz hatte nach wie vor Bedenken, ob die Wohngemeinschaft der richtige Ort sein könnte. Die im Sommer nicht benötigte Wärmestube für Obdachlose der evangelischen St. Thomasgemeinde bot sich als Unterkunft an. Daraufhin schrieben beide einen Kurs aus:
- Geistliche Übungen in Berlin-Kreuzberg - 10.7. abends bis 19.7.1998 morgens.[6]

Auf dieses Experiment der Urexerzitien auf der Straße ließen sich neben den beiden Begleitern drei weitere Jesuiten ein.

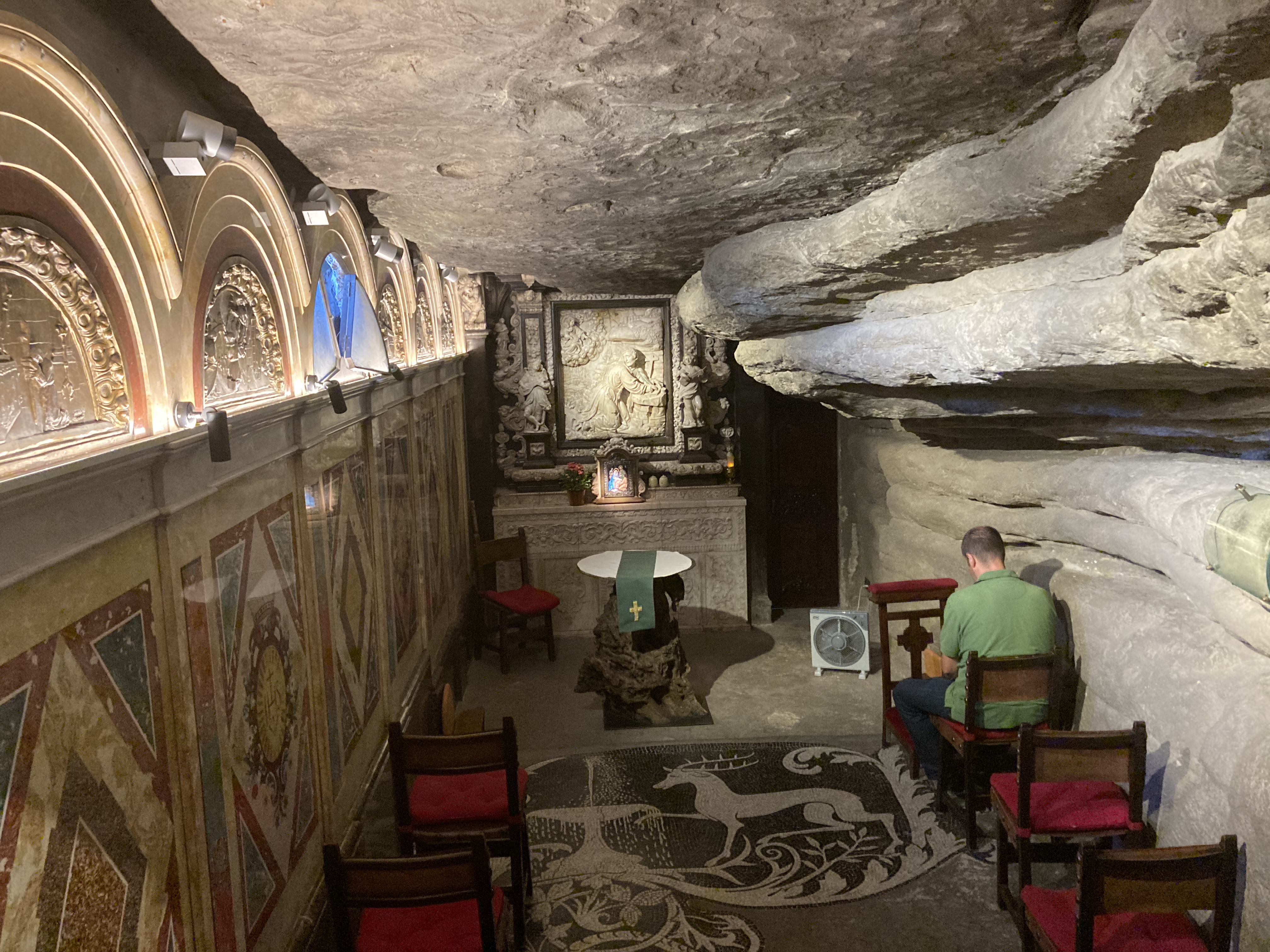
‚Heilige Höhle‘ (Santa Cova).

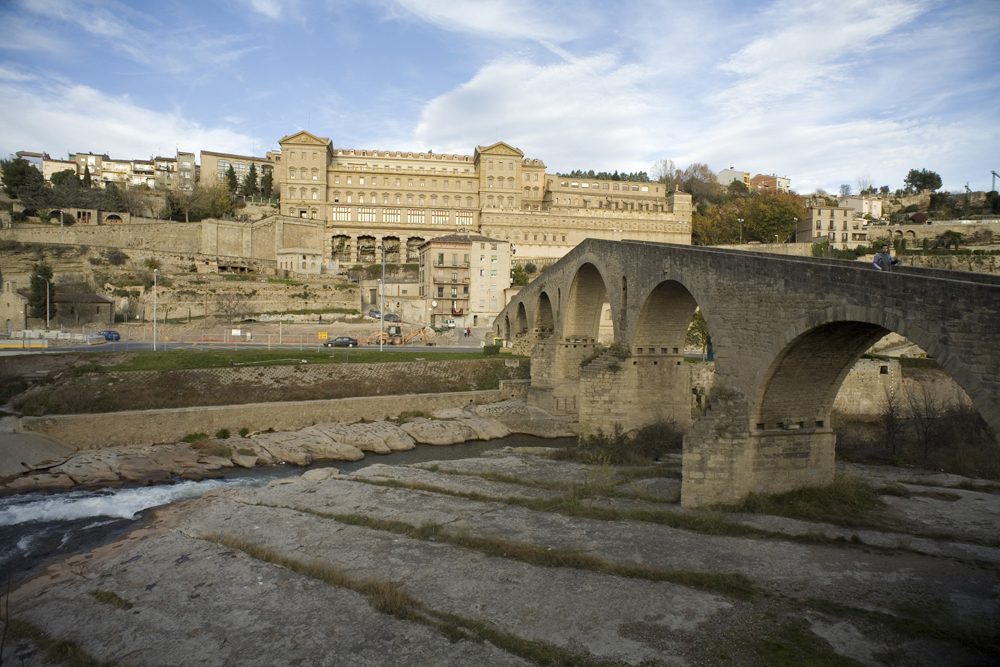
Pont Vell über den Fluss Cardener in Manresa und die Cova de Sant Ignasi.

Der Impuls zu diesem Experiment stammte vom Ordensgründer Ignatius von Loyola selbst. Auch dieser hatte seine ersten Exerzitien auf den Straßen entdeckt. Vom 25. März 1522 bis Anfang/Mitte Februar 1523 wohnte er in größter Armut in einer vom Fluss ausgespülten Höhle am Cardener bei Manresa in Katalonien und begegnete den Menschen dieser Stadt nur auf der Straße. Während dieser Zeit erspürte er in sich diese Entwicklung, welcher wir in seinem Exerzitienbuch nachgehen und diese damit auch noch heute nachvollziehen können, sogar am Ursprung dieses Geistlichen Impulses: Über der ‚Heiligen Höhle‘ (Santa Cova) ist der umfangreiche Gebäudekomplex der Cova de Sant Ignasi mit einer barocken Kirche und einem großen klassizistischen Kloster mit einem Exerzitienhaus entstanden.
Einen weitaus größeren Rahmen erhielt dieser ignatianische Impuls bei der Jahresversammlung der Exerzitienwerke der katholischen Bistümer im Sommer 2000. Dort wurde die Beziehung von spirituellen und sozialen Fragen erörtert. Als Bezug zur Praxis halfen die etwa fünfzig Teilnehmer in kleinen Gruppen einen Tag lang in den sozialen Einrichtungen von Hamburg. Eine der kleinen Gruppen ging einzeln durch die Stadt und suchte soziale Brennpunkte auf. In der (gespielten) Rolle des/der Obdachlosen konnten auch die diskriminierenden Erfahrungen von gesellschaftlicher Ausgrenzung, Abgrenzung und Ablehnung bis hin zur Ignoranz gemacht werden. Aus den Zeugnissen der Betroffenheit bei der abendlichen Austauschrunde entwickelte sich der Impuls für die Exerzitien auf der Straße weiter. So entstand aus dem einen Tag in Hamburg kurz darauf ein zehntägiger Kurs in Berlin.
Weitere Kurse folgten, 2000 mit einer Gruppe von Ordensschwestern zum ersten Mal als ein offen ausgeschriebenes Angebot; in diesem Kurs wurde der Begriff „Exerzitien auf der Straße“ formuliert, während Herwartz noch von „Exerzitien an städtischen Brennpunkten“ sprach. Im selben Jahr wurde Christian Herwartz arbeitslos und widmete sich dann als Rentner verstärkt der Tätigkeit als Exerzitienbegleiter. 2009 wurden neun Kurse durchgeführt. Ehemalige Teilnehmer aus verschiedenen christlichen Konfessionen bieten inzwischen selbst Exerzitien auf der Straße an. Kurse fanden seitdem in Deutschland, Belgien, Frankreich, Schweiz, Österreich, Kosovo, den Niederlanden, Texas, Kanada und Taiwan statt.
Spezielle Angebote richten sich an Zielgruppen wie Studierende, Paare, an Jugendliche oder Strafgefangene. Auch Kurse nur für Frauen oder nur für Männer wurden durchgeführt. Ab 2019 fanden auch Kurse interreligiös, zusammen mit Buddhisten und Moslems, als Retreats auf den Straßen statt.
Die „Straßenexerzitienbewegung“ ist wie ein Netzwerk organisiert und hat keinen festen institutionellen Rahmen, sie verfügt nicht über feste kirchliche Zuschüsse oder über hauptamtliche Kräfte. Die Begleiter treffen sich seit 2008 jährlich, um die Kursgestaltung systematisch zu reflektieren und weiterzuentwickeln. Das Ziel besteht nach der Beobachtung der taz darin, „sich für diese geistigen Übungen nicht ein paar Tage lang in ein ruhiges Kloster mit Vollpension in einer idyllischen Landschaft zurückzuziehen. Sondern genau das Gegenteil zu versuchen: eine Meditation, eine Reflexion, vielleicht sogar das Erlebnis einer Gottesnähe im Lärm, im Dreck und im Elend der Großstadt zu suchen“.

## Ablauf
Die zehntägigen Exerzitien beginnen gewöhnlich am Freitagabend und enden am Sonntagnachmittag. Die Tage haben einen festen Rhythmus:
- Gemeinsames Morgengebet oder Morgenimpuls, gestaltet von den Teilnehmern.
- Nach dem Frühstück gehen die Teilnehmer einzeln und aufmerksam auf selbst gewählten Wegen durch die Stadt. Die Exerzitienleiter geben dazu als Anregung eine Liste von konkreten Orten, wo Armut, Not oder Fremdheit zu spüren seien und die sonst oft gemieden würden. Ausgehend von dem Bibelwort von der Aussendung der Jünger durch Jesus (Lk 10,1–4 EU) begeben sich die Teilnehmer ohne ihnen gewohnte Sicherheiten quasi als Pilger auf die „Straße“ hinaus, beispielsweise in gesellschaftliche Brennpunkte, unter Drogenabhängige, ins Arbeitsamt oder in eine Moschee. Sie setzen sich den Orten und den Menschen aus, denen sie im öffentlichen Raum begegnen, etwa an einem Denkmal, einer Gedenkstätte, an einem Flussufer oder anderswo. Der zeitweise Rückzug in einen geschützten Ort, etwa eine Kirche, ist möglich.
- Die Gruppe kommt erst am Abend wieder zusammen zu Eucharistiefeier oder Gottesdienst, gestaltet von den Begleitern, dann findet ein Abendessen statt.
- Danach findet ein verpflichtendes Gespräch in der Kleingruppe mit der Exerzitienbegleiterin und dem Exerzitienbegleiter statt. Die Teilnehmer tauschen sich über das aus, was sie von der Straße mitgebracht haben, die Begleiter achten auf eine gegenseitig unterstützende, nicht wertende Resonanz. Über das Gesagte wird Stillschweigen vereinbart.
Als konkrete „Sehhilfen“ geben die Begleiter einen geistlichen Rahmen aus den Begriffen Einsatz, Sensibilität für Gerechtigkeit, interreligiöser Dialog, Leben aus der heiligen Schrift und christlicher Auferstehungsglaube. Diese geistliche Ebene unterscheidet die Gruppe von einer Selbsterfahrungsgruppe.
- Die Übenden gehen den Erfahrungen nach, bei denen sie sich persönlich angesprochen fühlten (Lk 24,13–26 EU), bedenken sie im Laufe der Nacht und suchen solche Orte nochmals auf.
- Am Freitagabend beginnt der Ausstieg aus den Exerzitien in einem besonderen Gottesdienst mit dem Ritus der Fußwaschung (Joh 13,1–5 EU und 13,12–17 EU), bei dem die Teilnehmer sich nach dem Vorbild Jesu und der Maria Magdalena (Joh 12,3 EU) schweigend gegenseitig die Füße waschen und salben. Die Teilnehmer werden „am Ende eines langen Tages, an dem sie mit ihren Füßen die Stadt wahrnahmen, […] konfrontiert mit dieser intensiven Erfahrung von Nähe und auch Scham.“[14]

## Rahmenbedingungen
- 8 bis 10 Teilnehmer werden von zwei Männern und zwei Frauen begleitet.
- Die Teilnehmer wohnen gemeinsam unter einfachen Bedingungen an einem einfachen Ort, den sie als „Pilger-Herberge“ bezeichnen, anfallende Arbeiten werden gemeinsam erledigt.
- Einzig das tägliche Gespräch am Abend ist für die Teilnehmer verpflichtend. Ansonsten ist die Beteiligung freiwillig, der Rückzug Einzelner wird akzeptiert und von der Gruppe mitgetragen.
- Die Kurse werden unentgeltlich angeboten; alle Beteiligten engagieren sich ehrenamtlich, anfallende Kosten für Lebensmittel werden geteilt. Die Begleiter – die bewusst nicht als „Exerzitienleiter“ oder gar „Exerzitienmeister“ auftreten[15] – bekommen kein Honorar, allenfalls Fahrtkosten ersetzt.
- Kürzere Kurse sind möglich, auch als eintägige Kurse oder zum Erproben für einige Stunden.
- Die Exerzitien werden im Internet ausgeschrieben.
- Eine Vorauswahl der Teilnehmer wird nicht getroffen, es gibt keine Ausschlusskriterien. Bei Drogenkonsum wird von einer Teilnahme abgeraten, da dann das Üben der inneren Wahrnehmung blockiert sein kann.[16]
- Es handelt sich nicht um Schweigeexerzitien, aber der respektvolle Gebrauch von Worten begünstigt die Exerzitien und das Zusammenleben in der Gruppe. Schweigen zu können oder psychische Stabilität werden nicht vorausgesetzt.
- Die Exerzitien sind weder eine Therapie noch eine Urlaubsform und kein Sozialpraktikum.
- Der verantwortungsvolle Umgang mit psychischen Erkrankungen von Teilnehmern bedarf besonderer Beachtung. Die Grenze zwischen Exerzitien als geistlicher Begleitung (mit dem Ziel der Vertiefung der Beziehung zwischen Gott und dem Begleiteten) einerseits und Psychotherapie (mit dem Ziel der Heilung einer psychischen Erkrankung) andererseits muss erkannt und eingehalten werden. Dies ist Thema des Erfahrungsaustausches der Exerzitienbegleiter.[17][18][19]

## Anthropologischer, biblischer und theologischer Hintergrund

### Disposition der Teilnehmer
In westlichen Industrieländern wird in religionssoziologischer Sichtweise Religion zunehmend individualisiert gelebt. Dies führt, so Susanne Szemerédy, zu einer „Biografisierung des Religiösen“: Der Sinn religiöser Überzeugungen und Praktiken wird in erster Linie für das eigene Leben gesucht und äußert sich „in der Suche nach außeralltäglichen Erfahrungen“. Dem kann das Angebot von Exerzitien auf der Straße als spezielle Form religiöser Erfahrung entsprechen, „wenn die Übenden sich den Paradoxien und Abgründen menschlicher Existenz aussetzen, um dadurch dem Heiligen, der Transzendenz, Gott auf der Spur zu bleiben“. Wichtig für die Teilnahme ist der in einem weiten Sinne religiöse Wunsch, mit dem „Ursprung der Schöpfung“ („Gott“ genannt oder anders) und der eigenen Sehnsucht (dem „Geheimnis des Lebens“, dem „Heiligen in uns“) in Beziehung zu kommen.
Die Grundhaltung von Exerzitienteilnehmern und Begleitern wird als „Intention der Nicht-Intentionalität“ beschrieben: „ein Sich-Ausrichten darauf, alles Zielgerichtete zu lassen, vom aktiven Handeln in einen Zustand der Aufnahmebereitschaft zu treten“; „Die Teilnehmer sollen nur offen und möglichst ohne Vorurteile Gott und die Menschen suchen. Simple Situationen sollen sie bewusst wahrnehmen – über die Straße gehen, in einem Café sitzen, Menschen beobachten, mit ihnen in Kontakt kommen“, heißt es in einer Darstellung in der Wochenzeitung Der Freitag. Christian Herwartz spricht von einer „kontemplativen Erwartung“.

### Straße
„Straße“ wird bei den Exerzitien in ihren verschiedenen Bedeutungen und Funktionen betrachtet, komplementären wie sich widersprechenden.  Sie ist ein offener Raum, hat Bühnencharakter und kann kommerziell genutzt werden, sie verbindet und trennt, sie stellt eine Verbindung von Ort zu Ort dar, ist aber selber ein „Zwischenraum“ und ein „Nicht-Ort“, ein ambivalenter Ort der Gefahr, aber auch des Abenteuers, ein Alltagsort und ein Ort der Armen, der „auf die Straße Gesetzten“. Die Straße kann als Gegenbegriff zu Haus, Heimat und Geborgenheit verstanden und erlebt werden; „auf der Straße leben“ wird mit Wohnungs- oder Obdachlosigkeit gleichgesetzt. Für „Straßenkinder“ ist die Straße ihr von der Norm abweichender Lebensmittelpunkt, ihr Lern- und Erfahrungsort, während er gesellschaftlich nur als Transitraum oder „Nicht-Ort“ gewertet wird.  Die Exerzitienbegleiter Maria Jans-Wenstrup und Klaus Kleffner sprechen von den Exerzitien als Möglichkeit, auf der Straße als einem „gottoffenen Anders-Ort“ Erfahrungen zu sammeln, da sich jemand, der auf die Straße geht, auch unangenehmen Entdeckungen stellen müsse, auch dem „Fremdartigen im eigenen Leben“.
Als Vorbild für die „Suche nach dem Anderen am anderen Ort“ – dem fremden Menschen und dem Fremden in der eigenen Persönlichkeit – wird bei den Exerzitien die biblische Erzählung von der Erfahrung des Mose gesehen, der als Hirte in der Wüste bei seiner alltäglichen Arbeit einen brennenden, aber nicht verbrennenden Dornbusch bemerkte und beim Nähertreten eine Gotteserfahrung machte, als Gott ihn ansprach: „Leg deine Schuhe ab; denn der Ort, wo du stehst, ist heiliger Boden.“ (Ex 3,1–15 ; Apg 7,30–35 ). Der Theologe Michael Schindler weist darauf hin, dass Mose nicht einen als heilig definierten Ort aktiv aufsucht, sondern einen alltäglichen Ort als heiligen Ort „entdeckt“. Die Straße bekommt in dieser Betrachtung eine weitere Dimension: Biblisch gesprochen kann sie als „heiliger Boden“ erfahren werden, der eine Gotteserfahrung ermöglicht.

### Spirituelle Traditionen

#### Ignatius von Loyola
Grundlage für die spirituelle Verankerung der Exerzitien auf der Straße ist das Leitmotiv „Gott finden in allen Dingen, im Sprechen, im Gehen, Sehen, Schmecken, Hören, Denken und überhaupt in allem“, wie es der Gründer des Jesuitenordens, Ignatius von Loyola, in seinem Exerzitienbuch als Maxime für die ignatianischen Exerzitien und die Gottsuche formulierte. Schindler sieht in den Exerzitien auf der Straße eine „Rückkehr zum urbanen Ursprung der Exerzitien“, die bei Ignatius, einem „Mann der Stadt“, anfangs in einem städtischen Umfeld verortet waren, bevor sie in „geschlossener Form“ stationär in einem Haus üblich wurden. Exerzitien auf der Straße kombinieren, so Schindler, „die beiden von Ignatius gesehenen Möglichkeiten, sich nämlich vom eigenen Alltag mit den damit verbundenen Beziehungen und Orten zu lösen und zugleich in einem alltäglichen Bereich inmitten der Welt zu verbleiben“. Auch weitere wesentliche Elemente der ignatianischen Exerzitientradition sieht Schindler erfüllt und zeitgemäß fortgeschrieben: Die Teilnehmer werden als Subjekt mit einem je eigenständigen Glaubensweg auf Gott hin ernst genommen – für Christian Herwartz sind Exerzitien „Chefsache, also der persönliche Austausch jedes Einzelnen mit dem Leben selbst“; das Motiv des Weges und des seinen Weg suchenden Pilgers ist für Ignatius wichtig.
Die Jesusbeziehung, die in den ignatianischen Exerzitien eine große Bedeutung hat, kommt in den Exerzitien auf der Straße regelmäßig in zentralen biblischen Texten zum Ausdruck, so im Motiv der Aussendung der Jünger durch Jesus „wie Schafe unter die Wölfe“, ohne Geldbeutel, Vorratstasche und Schuhe (Lk 10,3f ), und in der Erzählung von den Emmausjüngern, die beim gemeinsamen Gehen und Essen mit einem Fremden Jesus erkennen und Anteil an seinem Leben bekommen (Lk 24,13-35 ). Das Jesuswort „Ich bin der Weg und die Wahrheit und das Leben; niemand kommt zum Vater außer durch mich“ (Joh 14,6 ) interpretiert Christian Herwartz als „Jesus ist die Straße“, auf der unterwegs eine Gotteserfahrung gemacht werden kann.

#### Benediktinische und franziskanische Spiritualität
Susanne Szemerédy sieht in den Exerzitien auch Elemente einer benediktinischen Tradition und Spiritualität, nämlich im „mystagogischen Konzept der Gastfreundschaft“. Der Ordensgründer Benedikt von Nursia rät in seiner Ordensregel, dem Gast und dem Fremden bei der Begrüßung und beim Abschied in tiefer Demut zu begegnen, da mit dem Gast in Wahrheit Jesus Christus aufgenommen werde. Schließlich verweist Szemerédy auf die franziskanische Compassio-Spiritualität (Mitleiden mit den Armen und Ausgestoßenen) – die Bekehrung des Ordensgründers Franz von Assisi wurde von einer Begegnung mit Aussätzigen ausgelöst – und spricht mit Stefan Wyss von einem „ästhetischen Basisereignis, der Wandlung des Affekts in der Zuwendung zum abstoßenden Ding, Tier oder Menschen“ und der Erfahrung des Franziskus, dass im ausgegrenzten, armen anderen Menschen eine Begegnung mit dem gekreuzigten Jesus erlebt werden kann.

## Grenzüberschreitende Zusammenarbeit

### Sprachen und Milieus
Entsprechend der in den Exerzitien häufig genutzten Lehrgeschichte, in der Mose über die Steppe hinaus in die Wüste ging (Ex 3 ) und dort aus einem brennenden, aber nicht verbrennenden Dornbusch den Auftrag zur Befreiung seines Volkes an sich hörte, werden die Exerzitien auf der Straße in unterschiedlichen Ländern und sozialen Kontexten, also grenzüberschreitend, angeboten. Die Übenden kommen aus verschiedenen religiösen Traditionen, häufig mit christlichem oder jüdischem Hintergrund. 2011 fand in Hamburg ein Kurs mit fünf Obdachlosen von der Reeperbahn und englischsprachigen Teilnehmern statt.

### Buddhismus
Der amerikanischen Zen-Meister Bernie Glassman übte Offenheit gemeinsam mit Menschen vieler Religionen – besonders an gesellschaftlichen Schmerzorten wie dem Ankunftsgleis im ehemaligen KZ Auschwitz oder auf den Straßen in New York unter Obdachlosen. Mit einem seiner Schüler, dem Zen-Meister Heinz-Jürgen Metzger aus Solingen, und Christian Herwartz fand vom 10. bis 19. Mai 2019 in Berlin das erste gemeinsam ausgerichtete Retreat statt. Die guten Erfahrungen, mit leeren Händen in die Begegnung mit der erlebten Wirklichkeit auf der Straße, mit anderen und sich selbst zu gehen, ermutigen zu neuen Begegnungen zwischen diesen spirituellen Wegen.

### Islam
Nachdem einzelne muslimische Teilnehmende mit ihrem reichem spirituellen Erfahrungsschatz an Exerzitien auf der Straße teilnahmen, gab es 2019 die Einladung zu dreitägigen Straßenexerzitien in Berlin-Neukölln mit einem muslimischen Theologen und der katholischen Theologie-Professorin Christine Funk (Berlin).